# Bonfim do Piauí
Bonfim do Piauí is een gemeente in de Braziliaanse deelstaat Piauí. De gemeente telt 5.376 inwoners (schatting 2009).